# Holomitrium
Holomitrium är ett släkte av bladmossor. Holomitrium ingår i familjen Dicranaceae.

## Dottertaxa tillHolomitrium, i alfabetisk ordning[1]
- Holomitrium angolense
- Holomitrium antennatum
- Holomitrium arboreum
- Holomitrium aristatum
- Holomitrium austroalpinum
- Holomitrium azuayensis
- Holomitrium borbonicum
- Holomitrium calycinum
- Holomitrium camptocarpum
- Holomitrium comorense
- Holomitrium crispulum
- Holomitrium cylindraceum
- Holomitrium densifolium
- Holomitrium dietrichiae
- Holomitrium diversirete
- Holomitrium dubiosum
- Holomitrium flexuosum
- Holomitrium francii
- Holomitrium glaziovii
- Holomitrium gracilisetum
- Holomitrium hawkinsii
- Holomitrium hillieri
- Holomitrium lepervanchei
- Holomitrium longifolium
- Holomitrium lutescens
- Holomitrium moritzianum
- Holomitrium mucronatum
- Holomitrium nitidum
- Holomitrium nodosum
- Holomitrium obliquum
- Holomitrium olfersianum
- Holomitrium paraguense
- Holomitrium perichaetiale
- Holomitrium pervaginatum
- Holomitrium pulchellum
- Holomitrium rhyparodictyon
- Holomitrium seramense
- Holomitrium seticalycinum
- Holomitrium seticalyx
- Holomitrium sinuosum
- Holomitrium stenobasis
- Holomitrium subglobosum
- Holomitrium subperichaetiale
- Holomitrium terebellatum
- Holomitrium tortuosum
- Holomitrium undulatum
- Holomitrium urvilleanum
- Holomitrium vaginatum
- Holomitrium williamsii
- Holomitrium xolocotzianum